# Campeonato Sul Americano de Hóquei em Patins de 1973
Campeonato Americano de Hóquei em Patins, esta edição realizou-se  na cidade Montevideo Uruguay entre os dias 10 e 12 de Dezembro. Esta competição foi organizada pela CSP, a Federação Sul-Americana de Patinagem.

## Paises participantes
Chile 9ª Participação
 Argentina 8ª Participação
 Brasil 8ª Participação
 Uruguai 8ª Participação

## Fase Grupo
| 10 de dezembro 1973 | Chile | 1 – 2 | Brasil |  |
|                     |       |       |        |  |

| 10 de dezembro 1973 | Argentina | 6 – 0 | Uruguai |  |
|                     |           |       |         |  |

| 11 de dezembro 1973 | Uruguai | 0 – 6 | Brasil |  |
|                     |         |       |        |  |

| 11 de dezembro 1973 | Argentina | 0 – 0 | Chile |  |
|                     |           |       |       |  |

| 12 de dezembro 1973 | Chile | 19 – 1 | Uruguai |  |
|                     |       |        |         |  |

| 12 de dezembro 1973 | Brasil | 2 – 2 | Argentina |  |
|                     |        |       |           |  |